# Innayya Chinna Addagatla
Innayya Chinna Addagatla (ur. 2 maja 1937 w Ravipadu, zm. 1 kwietnia 2022 w Srikakulam) – indyjski duchowny rzymskokatolicki, w latach 1993-2018 biskup Srikakulam. Od wyświęcenia do 1 lipca 1993 był biskupem Nalgonda.